# Тънкорога газела
Тънкорога газела (Gazella leptoceros) е вид бозайник от семейство Кухороги (Bovidae). Видът е застрашен от изчезване.

## Разпространение и местообитание
Разпространен е в Алжир, Египет, Либия, Мали, Нигер, Судан, Тунис и Чад.